# 全員降下せよ (テレビドラマ)
『全員降下せよ』（ぜんいんこうかせよ）は、1963年6月16日から同年10月27日までフジテレビ系列局で放送されていた関西テレビ製作のテレビドラマである。放送時間は毎週日曜 21:00 - 21:30 （日本標準時）。
当初は26回放送の予定であったが、20回で終了した。

## キャスト
- 二本柳寛
- 小笠原弘
- 植村謙二郎
- 近藤弘

## スタッフ
- 脚本：岡田達門（#1「殴り込み第一号」ほか）
- 演出：二本柳寛（#1, #2 ほか）

| フジテレビ系列 日曜21:00枠                           | フジテレビ系列 日曜21:00枠                      | フジテレビ系列 日曜21:00枠                                                                                          |
| 前番組                                               | 番組名                                          | 次番組 |
| ---------------------------------------------------- | ----------------------------------------------- | --- |
| 検事 （1961年5月21日 - 1963年6月9日） ※21:00 - 21:45 | 全員降下せよ （1963年6月16日 - 1963年10月27日） | 三菱ダイヤモンドグローブ・ボクシング中継 （1963年12月 - 1965年2月7日） ※21:00 - 21:45 【日曜21:30枠から移動・縮小】 |

| スタブアイコン | サブスタブ | この項目は、まだ閲覧者の調べものの参照としては役立たない、テレビ番組に関連した書きかけの項目です。この項目を加筆・訂正などしてくださる協力者を求めています（P:テレビ/PJ:放送または配信の番組）。 |